# Малко петнисто киви
Малкото петнисто киви (Apteryx owenii) е вид птица от семейство Безкрили (Apterygidae). Видът е почти застрашен от изчезване.

## Разпространение
Разпространен е в Нова Зеландия.